# JuraPark Solec
JuraPark Solec – park dinozaurów, otwarty w roku 2008 w Solcu Kujawskim. Jest to park częściowo wzorowany na parku w Bałtowie, zajmuje jednak znacznie większy obszar (ponad 12 ha) i jest jednym z największych tego typu parków w Europie.
Na terenie starego lasu umieszczono ponad 100 naturalnej wielkości rekonstrukcji mezozoicznych gadów, spośród których większość stanowią dinozaury. Trasa wycieczki prowadzi chronologicznie przez miliony lat historii Ziemi – od kambru aż do dziś.
Na terenie parku JuraPark Solec znajduje się także Muzeum Ziemi im. Karola Sabatha – największe w Polsce muzeum paleontologiczne. Jego ekspozycję stanowi ponad 1000 skamieniałości roślin i zwierząt pochodzących z różnych stron świata. Obok nich przedstawiono rekonstrukcje zwierząt żyjących w minionych epokach, w tym 13-metrowy szkielet Opistocelikaudii.

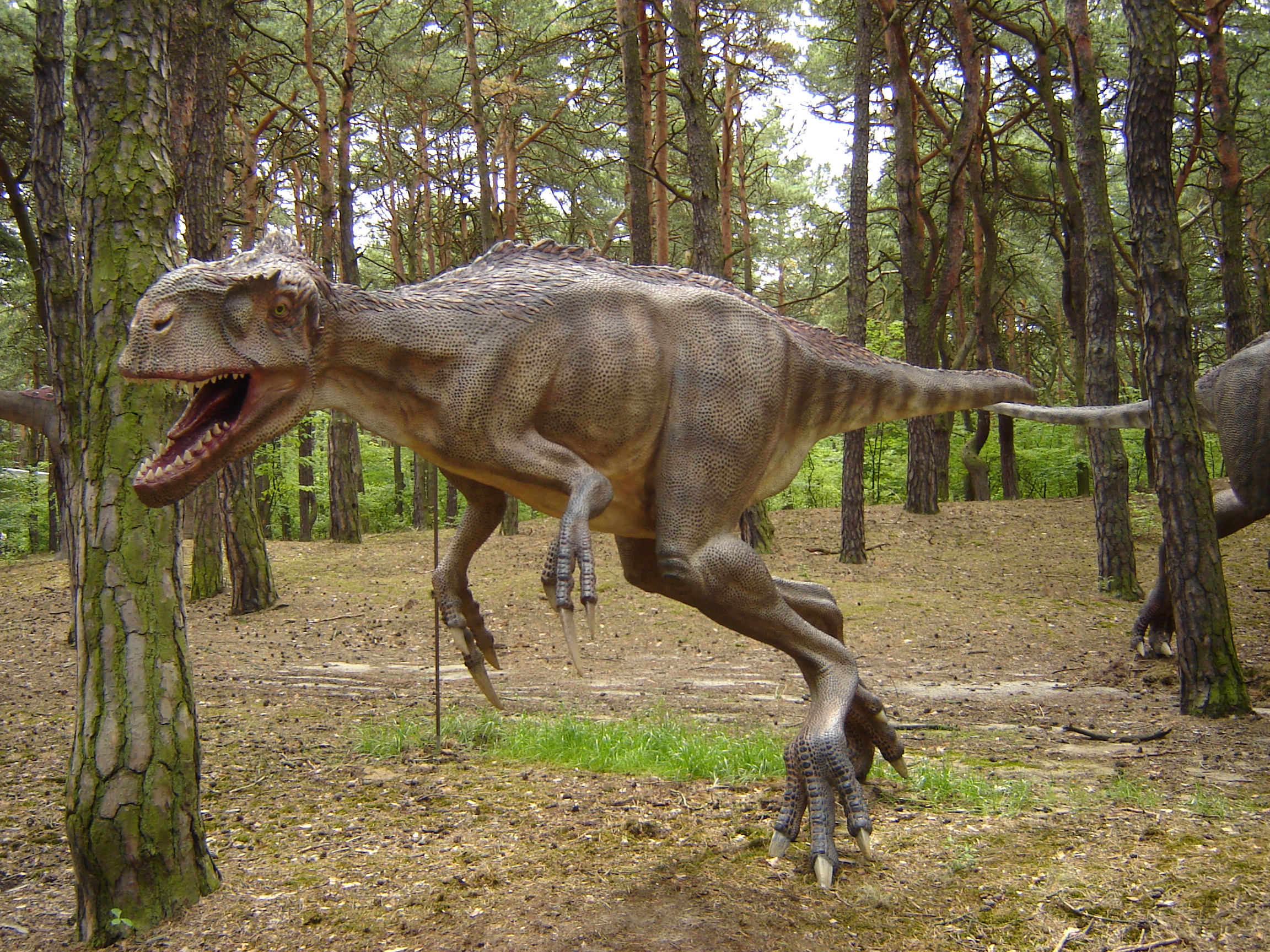
Model eotyrana
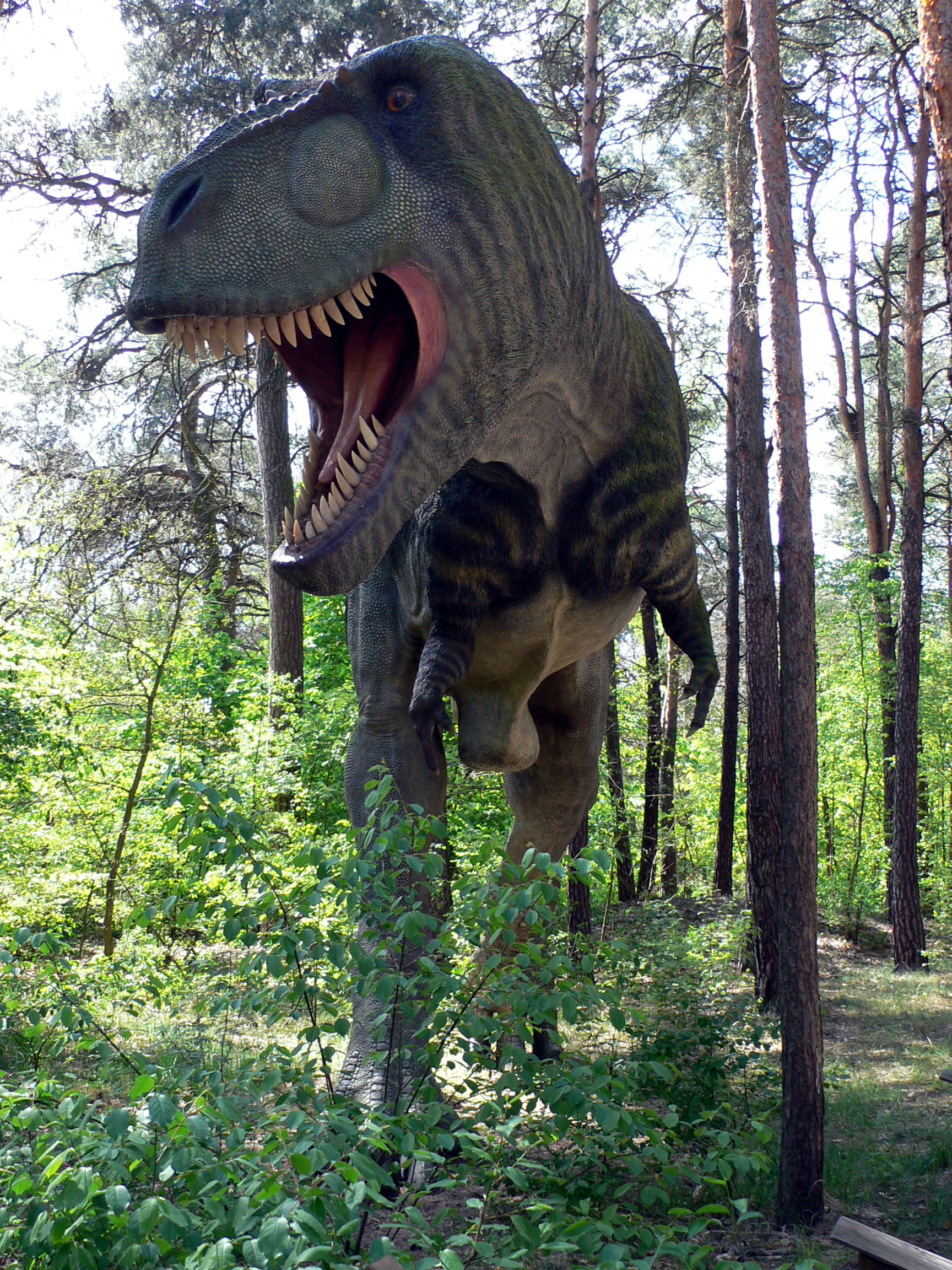
Model tyranozaura